# Heliaeschna cynthiae
Heliaeschna cynthiae är en trollsländeart som beskrevs av Fraser 1939. Heliaeschna cynthiae ingår i släktet Heliaeschna och familjen mosaiktrollsländor. IUCN kategoriserar arten globalt som livskraftig. Inga underarter finns listade i Catalogue of Life.